# Potemník houbový
Potemník houbový (Diaperis boleti) je brouk z čeledi potemníkovitých. Je rozšířený zejména na dřevokazných houbách, zejména na březovníku obecném a sírovci žlutooranžovém. Tělo má délku šest až osm milimetrů, je vejčitého tvaru.